# Celakantokształtne
Celakantokształtne, latimeriokształtne, trzonicokształtne, trzonopłetwokształtne (Coelacanthiformes) – rząd ryb mięśniopłetwych (Sarcopterygii), obejmujący liczne gatunki znane ze śladów kopalnych, w tym dwa, które przetrwały do czasów współczesnych. Charakteryzują się dyficerkalną płetwą ogonową, złożoną z 3 płatów (jeden na końcu płetwy i dwa symetrycznie rozłożone), obecnością zewnętrznych nozdrzy (brak nozdrzy tylnych). Przednia płetwa grzbietowa położona przed środkiem korpusu.
Najstarsze ze znanych skamieniałości pochodzą z dolnego dewonu.
Współcześnie żyjące latimerie osiągają do 2 m długości.

## Systematyka
Do Coelacanthiformes zaliczane są rodziny:
- †Coelacanthidae – celakantowate, trzonicowate[4]
- †Diplocercidae
- †Hadronectoridae
- Latimeriidae
- †Laugiidae
- †Mawsoniidae
- †Miguashaiidae
- †Rhabdodermatidae
- †Whiteiidae